# أندريا برونو
أندريا برونو (بالإيطالية: Andrea Bruno) هو مهندس معماري إيطالي، ولد في 11 يناير 1931 في تورينو في إيطاليا.